# Quasquara
Quasquara é uma comuna francesa na região administrativa de Córsega, no departamento de Córsega do Sul. Estende-se por uma área de 6,11 km². 